# Ex Models
Ex Models is een door no wave-beïnvloede noiserockband uit Brooklyn, een stadsdeel van New York. De band werd in 1998 opgericht door de broers Shahin en Shahyar Motia toen ze nog op de highschool zaten. Hun debuutalbum Other mathematics werd uitgegeven in 2001. Zoo psychology volgde in 2003. Wederom twee jaar later, in 2005 verscheen Chrome panthers.

## Discografie

### Albums
- Other mathematics, 2001
- Zoo psychology, 2003
- Chrome panthers, 2005

### Splits, compilaties, lp's
- This is next year: A Brooklyn-based compilation, 2001
- U.S. pop life vol. 13 northeast new core, 2001
- Ex Models/The Seconds Pink ep, 2002
- Raw wild love 7", 2002
- Sonik mook experiment vol. 3: Hot shit, 2003
- Zoo psychology lp, 2003
- Ex Models/Holy Molar split 7" ep, 2004
- Chrome panthers lp (European edition), 2005